# Euphorbia waringiae
Euphorbia waringiae är en törelväxtart som beskrevs av Werner Rauh och Gerold. Euphorbia waringiae ingår i släktet törlar, och familjen törelväxter. IUCN kategoriserar arten globalt som sårbar. Inga underarter finns listade i Catalogue of Life.